# Bargów
Bargów (prononciation : [ˈbarɡuf]) est un village polonais de la gmina de Torzym dans le powiat de Sulęcin de la voïvodie de Lubusz dans l'ouest de la Pologne.
Il se situe à environ 13 kilomètres au sud-ouest de Torzym (siège de la gmina), 27 kilomètres au sud-ouest de Sulęcin (siège de le powiat), 53 kilomètres au nord-ouest de Zielona Góra (siège de la diétine régionale) et 59 kilomètres au sud-ouest de Gorzów Wielkopolski (capitale de la voïvodie).
Le village comptait approximativement une population de 76 habitants en 2009.

## Histoire
Après la réforme administrative du royaume de Prusse en 1815, Bergen entre dans l'arrondissement de Sternberg-en-Nouvelle-Marche, qui est divisé ensuite, et elle fait partie de l'arrondissement de Sternberg-Ouest qui est lui-même partie du district de Francfort-sur-l'Oder au sein de la province de Brandebourg.
Après la Seconde Guerre mondiale, avec la mise en œuvre de la ligne Oder-Neisse, le village est intégré à la République populaire de Pologne. La population d'origine allemande est expulsée et remplacée par des polonais.
De 1975 à 1998, le village appartenait administrativement à la voïvodie de Zielona Góra.

Depuis 1999, il appartient administrativement à la voïvodie de Lubusz